# Герб Сіккіму
Герб Сіккіму — офіційний символ уряду Сіккіму, Індія. Раніше він використовувався як герб дому Чог'ял і королівства Сіккім. Герб відомий як Кхам-сум-ванду. Він був розроблений у 1877 році Робертом Тейлором.

## Символізм
Герб складається з лотоса в ланцюжку з 12 кілець. Лотос є символом чистоти, а лотосовий трон є символом досягнення просвітлення. Це також символ адміністративної влади. Лотосові трони є п'єдесталом для найважливіших фігур буддійського мистецтва.

## Історичні емблеми

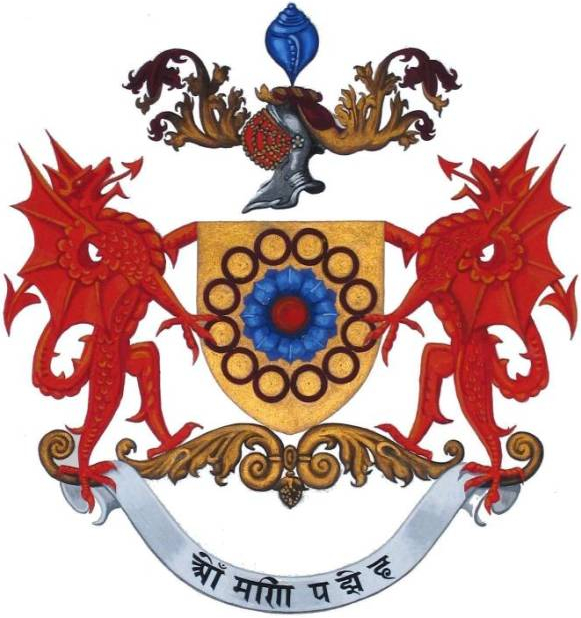
До 1975 року девіз на гербі був інший - OM MANI PADME HUM. (О, перлина творіння знаходиться в Лотосі)

## Урядовий прапор
Уряд Сіккіму може бути представлений прапором, на якому на білому тлі зображено емблему штату.

Королівський прапор Сіккіму
Прапор Сіккіму (1877-1914; 1962-1967)
Прапор Сіккіму (1914-1962)
Прапор Сіккіму (1967-1975)
Сучасний прапор Сіккіму